# Semoy
Semoy é uma comuna francesa na região administrativa do Centro, no departamento Loiret. Estende-se por uma área de 7,77 km². Em 2010 a comuna tinha 3 257 habitantes (densidade: 419,2 hab./km²).